# Eucera acerba
Eucera acerba är en biart som först beskrevs av Cresson 1879. Den ingår i släktet långhornsbin och familjen långtungebin. Inga underarter finns listade i Catalogue of Life.

## Beskrivning
Eucera acerba har svart grundfärg. Honan har gråbrun över ljusockra till ibland rent vit päls på huvud, mellankropp och första tergiten. Resten av bakkroppen är svart, men med vita hårband på bakkanterna av tergiterna 3 och 4. Ibland kan pälsen på sidorna av huvud och mellankropp vara svart. Hanens päls är ockrafärgad till brunaktig, fram till tergit 2 på bakkroppen. Denna tergit har svart behåring på bakkanten; resten av bakkroppen är även den svart, ibland med inblandning av en del vita hår. Hanen har dessutom clypeus och labrum gula. Kroppslängden är 13 till 14 mm, med den längsta (bakre) vingen omkring 10 mm lång. Hanen kan vara något kortare än honan.

## Utbredning
Arten förekommer i västra Nordamerika från södra British Columbia längs västra USA till Kalifornien samt i öster från Montana till Utah.

## Ekologi
Arten är polylektisk, det vill säga den är generalist när det gäller näringsväxter, och flyger till blommande växter från många olika familjer.
Som alla långhornsbin är arten solitär (icke samhällsbildande): Honan gräver ensam ut larvboet i marken. Arten övervintrar som nyförvandlad, vuxen individ.